# Преображенский, Евгений Николаевич
Евге́ний Никола́евич Преображе́нский (9 [22] июня 1909, Волокославинское, Кирилловский уезд, Новгородская губерния, Российская империя — 29 октября 1963, Москва, РСФСР, СССР) — советский лётчик морской авиации и военачальник, участник советско-финской и Великой Отечественной войн, командующий авиацией ВМФ СССР (1950—1963), заместитель главнокомандующего ВМФ СССР (1955—1960), Герой Советского Союза (13 августа 1941). Генерал-полковник авиации (27 января 1951).
Лично командовал флагманским экипажем при первой бомбардировке Берлина летом 1941 года самолётами 8-й бомбардировочной авиационной бригады ВВС Краснознамённого Балтийского флота ВМФ СССР и принимал участие в этих полётах.

## Биография

### Ранние годы
Родился 9 (22) июня 1909 года в селе Волокославинском Кирилловского уезда Новгородской губернии Российской империи (ныне — Кирилловский район Вологодской области), в семье сельских учителей Николая Александровича Преображенского (1882—1941), преподававшего химию, и Анны Дмитриевны Преображенской, урождённой Деловой (1886—1967), преподававшей русский язык.
Окончил три курса Череповецкого педагогического техникума.

### Начало военной карьеры
В 1927 году, с третьего курса техникума по комсомольской путёвке был призван на военную службу на флот.
В 1929 году окончил Ленинградскую военно-техническую школу ВВС РККА, а в 1930 году — Высшую школу красных морских лётчиков в Севастополе.
С июля 1930 года — младший лётчик 62-й отдельной авиационной эскадрильи, командир корабля.
В 1933 году окончил курсы усовершенствования командного состава при Военно-воздушной академии РККА имени профессора Н. Е. Жуковского в Москве, после чего был назначен командиром авиационного отряда 121-й авиационной эскадрильи.
С апреля 1936 года — командир 105-го авиационного отряда, а в июне того же года переведён командиром 25-й авиационной эскадрильи.
С апреля 1938 года — помощник командира 1-го минно-торпедного авиационного полка ВВС Краснознамённого Балтийского флота, а в августе назначен командиром 4-й эскадрильи полка авиации Военно-морского флота СССР.
С декабря 1939 года — командир 57-го бомбардировочного авиационного полка ВВС Краснознамённого Балтийского флота, с которым участвовал в Советско-финской войне (30 ноября 1939 — 12 марта 1940). 7 февраля 1940 года «за образцовое выполнение боевых заданий командования на фронте борьбы с финской белогвардейщиной и проявленные при этом доблесть и мужество» награждён орденом Ленина.

### Великая Отечественная война
В начале Великой Отечественной войны, в июле 1941 года, назначен командиром 1-го минно-торпедного авиационного полка 8-й бомбардировочной авиационной бригады морской авиации Балтийского флота.
В первых числах августа 1941 года особая лётная группа из-под Ленинграда перебазировалась на аэродром Кагул на острове Саарема (Эзель) Моонзундского архипелага. В ночь с 7 на 8 августа 1941 года специальная авиационная группа из 15 бомбардировщиков «ДБ-3» участвовала в нанесении первых бомбовых ударов по военно-промышленным объектам столицы нацистской Германии — Берлина. Флагманский самолёт Е. Н. Преображенского бомбил Штеттинский вокзал, где были сосредоточены военные поезда, отправляемые на Восточный фронт.
По возвращении авиагруппы И. В. Сталин поздравил лётчиков с выполнением боевого задания. В тот же день, 8 августа, он подписал приказ № 0265 «О поощрении участников бомбардировки города Берлина». В нём говорилось: «В ночь с 7 на 8 августа группа самолётов Балтийского флота произвела разведывательный полёт в Германию и бомбила город Берлин. Пять самолётов сбросили бомбы над центром Берлина, а остальные на предместья города. Объявляю благодарность личному составу самолётов, участвовавших в полёте. Вхожу с ходатайством в Президиум Верховного Совета СССР о награждении отличившихся. Выдать каждому члену экипажа, участвовавшему в полёте, по 2 тысячи рублей. Впредь установить, что каждому члену экипажа, сбросившему бомбы на Берлин, выдавать по 2 тысячи рублей. Приказ объявить экипажам самолётов, участвовавших в первой бомбёжке Берлина, и всему личному составу 81-й авиадивизии дальнего действия. Народный комиссар обороны И. Сталин».
13 августа 1941 года ему было присвоено звание Героя Советского Союза с вручением ордена Ленина и медали «Золотая Звезда» (№ 530).
Всего с 7 августа 1941 года авиационная группа полковника Е. Н. Преображенского штурмовала Берлин 10 раз, последний вылет состоялся 4 сентября 1941 года. Он лично принимал участие в этих полётах. За этот период боевых действий авиагруппа совершила 86 самолёто-вылетов, 33 самолёта дошли до цели и сбросили на Берлин свыше 36 тонн фугасных и зажигательных бомб и 34 бомбы с листовками.

После советских авианалётов домохозяйки Берлина, уже в самом начале войны, писали своим мужьям на фронт подобные письма: 
Дорогой мой Эрнст! Война с Россией уже стоит нам многих сотен тысяч убитых. Мрачные мысли не оставляют меня. Последнее время ночью к нам прилетают бомбардировщики. Всем говорят, что бомбили англичане, но нам точно известно, что в эту ночь нас бомбили русские. Они мстят за Москву. Берлин от разрывов бомб сотрясается… И вообще скажу тебе: с тех пор, как появились над нашими головами русские, ты не можешь представить, как нам стало скверно. Родные Вилли Фюрстенберга служили на артиллерийском заводе. Завода больше не существует! Родные Вилли погибли под развалинами. Ах, Эрнст, когда русские бомбы падали на заводы Симменса, мне казалось, всё проваливается сквозь землю. Зачем вы связались с русскими?
В январе 1942 года на повреждённом зенитном огнём самолёте ДБ-3 при возвращении с бомбардировки цели совершил вынужденную посадку в лесу и при тридцатиградусном морозе экипаж (в том числе и П. И. Хохлов сумел по снегам выбраться к своим.
За исключительное мужество и героизм личного состава 1-й минно-торпедный авиационный полк, которым командовал Е. Н. Преображенский, первым на флоте был удостоен звания гвардейского. 10 августа 1942 года назначен командиром 8-й бомбардировочной авиационной бригады морской авиации Балтийского флота.
Весной 1943 года 8-я авиабригада участвовала в налётах на Кёнигсберг, Тильзит, Инстербург. В мае 1943 года назначен начальником штаба, а с сентября 1944 года исполнял обязанности командующего авиацией Северного флота. С 24 июля 1943 года — генерал-майор авиации. В октябре 1944 года участвовал в Петсамо-Киркенесской операции. С 5 ноября — генерал-лейтенант авиации. За период его руководящей работы на Северном флоте авиация флота потопила 99 кораблей и транспортов и ещё 64 повредила, сбила 533 самолёта и нанесла иной большой урон противнику.
С апреля 1945 года — заместитель командующего, а с февраля 1946 года — командующий Военно-воздушными силами Тихоокеанского флота.

### После войны
25 августа 1945 года, в ходе Советско-японской войны (9 августа — 2 сентября 1945), воздушно-десантная группа под командованием генерал-лейтенанта Е. Н. Преображенского и при его личном участии на летающих лодках приводнилась в одной из бухт Порт-Артура (Люйшуня), а затем в Дайрене (Далянь) в Китае, взяв под контроль эти города и порты.
С февраля 1946 года — командующий авиацией Тихоокеанского флота (с апреля 1947 5-го ВМФ).
С февраля 1950 года по май 1962 года — командующий авиацией ВМФ СССР (в июле 1955 года — декабре 1960 года — заместитель главнокомандующего ВМФ СССР — командующий авиацией ВМФ СССР.
27 января 1951 года присвоено воинское звание генерал-полковника авиации.
С мая по август 1962 года находился в распоряжении главнокомандующего ВМФ СССР.
С августа 1962 года — военный консультант Группы генеральных инспекторов Министерства обороны СССР.
Умер 29 октября 1963 года в Москве. Похоронен на Новодевичьем кладбище.

## Награды
- медаль «Золотая звезда» Героя Советского Союза (13.8.1941)
- Три ордена Ленина (7.2.1940[7], 13.08.1941, 21.08.1953[1])
- Пять орденов Красного Знамени (15.6.1942[8], 25.3.1943[9], 3.11.1944[10], 14.9.1945[11], 24.06.1948[1])
- орден Суворова 2-й степени (31.3.1943)[12]
- орден Красной Звезды (3.11.1944)[13]
- Медаль «За оборону Ленинграда» (1943)
- Медаль «За оборону Советского Заполярья»
- Медаль «За победу над Германией в Великой Отечественной войне 1941-1945 гг.»
- Медаль «За победу над Японией»
- Медаль «30 лет Советской Армии и Флота»
- Медаль «40 лет Вооруженных Сил СССР»
- Медаль «В память 250-летия Ленинграда»

иностранные награды:
- Орден Государственного флага 1 степени (КНДР) (1948)[1]
- Медаль «За освобождение Кореи» (КНДР)
- Медаль «Китайско-советской дружбы» (КНР)

## Память
- Именем Е. Н. Преображенского названы улицы в городах Вологда, Череповец, Кириллов Вологодской области, Светлогорск Калининградской области, посёлке Сафоново Мурманской области, городе Пестово Новгородской области, городе Всеволожске Ленинградской области[14].
- В селе Волокославинское Кирилловского района Вологодской области в 1975 году установлен бюст Е. Н. Преображенского, а в 1976 году открыт школьный музей известного летчика[15].
- Имя Е. Н. Преображенского присвоено самолёту «Ту-142М» с бортовым номером 94 авиабазы «Кипелово».
- Имя Е. Н. Преображенского присвоено самолёту «Sukhoi Superjet 100» авиакомпании «Северсталь-авиа».
- Постановлением Совета министров СССР № 449—169 от 9 июня 1965 года именем генерал-полковника Е. Н. Преображенского был назван 33-й Центр боевого применения и переучивания лётного состава авиации ВМФ СССР в городе Николаеве Украинской ССР.
- Именем Е. Н. Преображенского был назван пассажирский теплоход. Изначально теплоход работал в Сухонском речном пароходстве (Вологда). Участвовал в съёмках фильма «И снова Анискин» в 1978 году.
- В августе 2019 года в выставочном комплексе Кирилло-Белозерского музея-заповедника — Народном доме — открыт интерактивный музей Героя Советского Союза Евгения Преображенского. Рядом со зданием музея к 110-летию знаменитого летчика ранее был установлен памятник-бюст[16].
- В городе Череповце на здании, где Е. Н. Преображенский учился в техникуме, установлена мемориальная доска (пр. Луначарского, 5).
- На стене здания за мемориальным комплексом в честь погибших при взятии города Раушен (ныне Светлогорск Калининградской области) нарисованы портреты героя Советского Союза Преображенского Евгения Николаевича и героя Российской Федерации Игашова Петра Степановича.